# Váratlan jóbarát
A Váratlan jóbarát (eredeti cím: A Monster Calls, emiatt Szólít a szörny címen is ismert) 2016-ban bemutatott spanyol-amerikai film.
A főszerepben Lewis MacDougall látható, a mellékszerepekben Felicity Jones, Sigourney Weaver és Toby Kebbell játszik, a filmben található szörny eredetileg Liam Neeson hangján szólal meg.
Az Amerikai Egyesült Államokban 2016. szeptember 27-én mutatták be.

## Cselekmény
|  | Alább a cselekmény részletei következnek! |

Conor zárkózott és gátlásos kisfiú, akit az iskolában a nagyobb fiúk folyamatosan zaklatnak. De van ennél nagyobb baja is, hiszen az édesanyja nagyon beteg, szinte már csak idő kérdése, hogy mikor távozik el végleg. Ezért a fiú nagymamája magához költözteti őt, de nem jönnek ki valami jól: Conort zavarják a régi bútorok, amikhez nem szabad hozzáérnie.
Conor a rajzaiba menekül és megjelenik előtte egy nagy szörny, aki erkölcsi tanulságokkal átszőtt mesékkel próbál hatni a fiúra. Conort azonban csak az anyja érdekli, ezért arra kéri a szörnyet, hogy segítsen rajta.
|  | Itt a vége a cselekmény részletezésének! |

## Szereplők
| Színész           | Szerep                     | Magyar hang        |
| ----------------- | -------------------------- | ------------------ |
| Lewis MacDougall  | Conor O'Malley             | Straub Martin      |
| Felicity Jones    | Elizabeth "Lizzie" Clayton | Gáspár Kata        |
| Sigourney Weaver  | Mrs. Clayton               | Menszátor Magdolna |
| Toby Kebbell      | Liam O'Malley              | Varga Gábor        |
| Liam Neeson       | A szörny (hang)            | Csernák János      |
| Jennifer Lim      | Miss Kwan                  | Szabó Emília       |
| Geraldine Chaplin | igazgatónő                 | Kiss Mari          |
| James Melville    | Harry                      | Nikas Dániel       |

## Fogadtatás
A film az IMDb-n 7,5/10-es osztályzatot kapott, 51 759 szavazat alapján. A Rotten Tomatoes-on 81%-on áll, 24 406 szavazat alapján. A Metacritic-en pedig 7,9/10, 168 szavazat alapján.
Értékelések
- Tampa Bay Times – 100/100
- The Wall Street Journal – 90/100
- New York Daily News – 90/100
- The Hollywood Reporter – 90/100
- Charlotte Observer – 88/100
- USA Today – 88/100
- Rolling Stone – 88/100
- Los Angeles Times – 80/100
- San Francisco Chronicle – 75/100
- Entertainment Weekly – 75/100
- Boston Globe – 75/100
- The Washington Post – 75/100
- New York Post – 75/100
- The New York Times – 70/100
- Variety – 50/100[3]

## Elismerések
- Empire-díj 2017 – Legjobb sci-fi/fantasy film díj
- Goya-díj 2017 – Legjobb rendező díj: J.A. Bayona
- Goya-díj 2017 – Legjobb vizuális effektusok díj
- Goya-díj 2017 – Legjobb film jelölés
- Broadcast Film Critics Association Awards 2016 – Legjobb fiatal színész jelölés: Lewis MacDougall
- Broadcast Film Critics Association Awards 2016 – Legjobb vizuális effektusok jelölés
- Szaturnusz-díj 2017 – Legjobb fiatal színész jelölés: Lewis MacDougall[4]

## Bevételi adatok
A film költségvetése 43 000 000 dollár volt, a bevétele pedig 47 300 481 dollár.